# Половці (Сяноцький повіт)
Половці (пол. Płowce) — лемківське село в Польщі, у гміні Сянік Сяноцького повіту Підкарпатського воєводства.
Населення — 297 осіб (2011).

## Розташування
Село знаходиться за 4 км на південний захід від адміністративного центру повіту — Сяніка і за 56 км на південь від адміністративного центру воєводства — Ряшева.

## Історія
Село істнувало ще у давньоруські часи. Закріпачене в 1422 р. за німецьким правом. До 1772 р. село належало до Сяноцької землі Руського воєводства. За податковим реєстром 1565 р. в селі було 6 кметів, які обробляли 4 лани і були обтяжені численними податками і повинностями.
У 1889 р. в селі були 31 будинок і 184 мешканці (80 греко-католиків, 89 римо-католиків і 15 юдеїв). Греко-католики належали до парафії Прусік Сяніцького деканату Перемишльської єпархії УГКЦ. Наприкінці XIX ст. в селі розпочатий видобуток нафти.
У 1936 році село нараховувало 310 мешканців (78 греко-католиків і 232 римо-католики). Село входило до Сяніцького повіту Львівського воєводства. Греко-католики належали до парафії Прусік Сяніцького деканату Апостольської адміністрації Лемківщини. Метричні книги велися з 1835 р.
У 1939 році в селі проживало 350 мешканців, з них 70 українців, 240 поляків, 5 євреїв і 35 циганів.
10 вересня 1939 р. село захопили німці. В середині вересня 1944 року радянські війська оволоділи селом і вже через місяць почата насильна мобілізація в Червону армію, а українське населення терором спонукалося до виїзду в СРСР. Тих українців, які не виїхали, в 1947 р. під час операції «Вісла» депортовано на понімецькі землі або ув'язнено в концтаборі Явожно, а на їх місце поселили поляків.
У 1975—1998 роках село належало до Кросненського воєводства.

## Демографія
Демографічна структура станом на 31 березня 2011 року:
|          | Загалом | Допрацездатний вік | Працездатний вік | Постпрацездатний вік |
| -------- | ------- | ------------------ | ---------------- | -------------------- |
| Чоловіки | 138     | 32                 | 89               | 17                   |
| Жінки    | 159     | 23                 | 97               | 39                   |
| Разом    | 297     | 55                 | 186              | 56                   |